# Bajeczki
Bajeczki – pierwszy solowy album Patrycji Kosiarkiewicz wydany w 1997 roku przez PolyGram Polska.

## Lista utworów
1. „Gdybanie” – 4:48
2. „Bajeczka” – 4:16
3. „Radosny” – 4:21
4. „Broszka” – 4:39
5. „Anielski” – 4:39
6. „Jak ja wierzę” – 3:27
7. „Na straty głowa” – 3:52
8. „Kobza” – 3:33
9. „Jezu jak się cieszę” – 3:13
10. „Jeden krok do domu” – 4:02
11. „Nic się nie zdarzy” – 4:45
12. „Gdy już nie ma tego” – 4:33

### Single
- „Jak ja wierzę”
- „Radosny”
- „Kobza”
- „Jezu jak się cieszę” (z repertuaru Lecha Janerki)

### Teledyski
- „Jak ja wierzę”
- „Radosny”

## Twórcy
- Patrycja Kosiarkiewicz – śpiew
- Tomek Bubień – gitara akustyczna i elektryczna
- Marek Nowak – instrumenty klawiszowe, akordeon, cabasa, Hammond, moog, sample, shaker, tamburyn
- Krzyś Tofil – bębny

### Gościnnie
- Agnieszka Betley – chórki (3, 4, 6, 7)
- Robert Majewski – trąbka (4, 7)
- Krzyś Pietrucha – gitara klasyczna (5)
- Józek Zatwarnicki – puzon (7)